# Michael Kempter
Michael Kempter (* 28. Januar 1983 in Sauldorf) ist ein ehemaliger deutscher Fußballschiedsrichter. Er ist der bisher jüngste Schiedsrichter, der in der höchsten deutschen Spielklasse, der Fußball-Bundesliga, zum Einsatz kam. Zudem war er im Jahr 2010 der jüngste je beim Weltverband FIFA gelistete deutsche Schiedsrichter, blieb dabei allerdings ohne Einsatz.

## Sportlicher Werdegang
Michael Kempter hat schon im Alter von zehn Jahren bei den Kreisliga-B-Spielen des VfR Sauldorf, dem Verein seines Heimatorts im südlichen Baden-Württemberg, als Linienrichter gewirkt und durfte mit elf Jahren sein erstes Einlagespiel der E-Junioren pfeifen. Der Verein gehört zum Südbadischen Fußballverband, Bezirk Bodensee. Mit elf Jahren schrieb er einen Brief an Eugen Strigel und fragte den DFB-Lehrwart: „Wie werde ich Schiedsrichter?“ Das Talent hat Bezirksschiedsrichterobmann Siegfried Knoll erkannt und gefördert.
Am 28. Januar 1995, seinem zwölften Geburtstag, legte Michael Kempter mit Ausnahmegenehmigung die Schiedsrichterprüfung ab, um im Seniorenbereich pfeifen zu dürfen, und ist seitdem Schiedsrichter für den VfR Sauldorf. Er begann zunächst bei seinen gleichaltrigen Kameraden, Spiele zu pfeifen. Zudem war er auch als Mittelfeldspieler bei den C-Junioren aktiv. Im selben Jahr pfiff er erstmals ein Kreisligaspiel.
Mit 18 Jahren debütierte Kempter als Schiedsrichterassistent in der 2. Bundesliga, zwei Jahre später als Schiedsrichter in der Regionalliga. In der Folgesaison stieg er in die 2. Bundesliga auf und leitete am 24. September 2004 die Begegnung Rot-Weiß Erfurt gegen LR Ahlen. Mit 21 Jahren wurde er als jüngster Schiedsrichter der 2. Bundesliga im ersten Jahr zugleich bester Schiedsrichter. Dieser Rekord wurde jedoch am 12. September 2008 von seinem jüngeren Bruder Robert Kempter unterboten, der mit 20 das Zweitliga-Spiel der Alemannia Aachen gegen den FC Ingolstadt 04 leitete.
Michael Kempter leitete das Testspiel der deutschen Fußballnationalmannschaft gegen den damaligen Verbandsligisten FSV 63 Luckenwalde am 16. Mai 2006 im Mannheimer Carl-Benz-Stadion. Seit der Saison 2006/07 leitete Michael Kempter Spiele der 1. Bundesliga. Sein dortiges Debüt gab er am 26. August 2006 mit 23 Jahren bei der Partie zwischen dem VfL Bochum und Energie Cottbus. Jünger als Michael Kempter war bislang niemand, der ein Spiel der 1. Bundesliga pfiff.
International sammelte Michael Kempter erste Erfahrungen, so am 23. Juli 2005 im UI-Cup bei Newcastle United gegen MFK Dubnica als Assistent von Schiedsrichter Knut Kircher und am 2. Oktober 2007 als Vierter Offizieller beim Champions-League-Gruppenspiel ZSKA Moskau gegen Fenerbahçe Istanbul.
Seit dem 1. Januar 2010, Beginn der Rückrunde der Saison 2009/10, ist Michael Kempter der jüngste deutsche Schiedsrichter, der je vom Weltverband FIFA für internationale Spiele berufen wurde. Auf der FIFA-Liste 2011 erschien Kempter nicht mehr. Er hatte in seinem bisher einzigen Jahr als FIFA-Schiedsrichter kein internationales Spiel geleitet.
Am 18. August 2012 feierte Kempter sein Comeback als Schiedsrichter; er leitete ein Spiel in der Oberliga Baden-Württemberg. Nach Ende der Saison 2013/14 stieg Kempter als Bester der Oberliga in die Regionalliga auf und leitete seitdem dort Spiele. Seit 2018 war er nicht mehr als Schiedsrichter auf dieser Ebene aktiv.

## Affäre um den Vorwurf der sexuellen Belästigung durch Manfred Amerell
Kempter erhob gegenüber dem Schiedsrichter-Funktionär Manfred Amerell Vorwürfe, die zu dessen Rücktritt von DFB-Ämtern im Februar 2010 führten. Da diese Vorwürfe von der Staatsanwaltschaft Augsburg als nicht haltbar bewertet wurden, stufte der DFB Kempter in die 3. Liga zurück. Am 24. Juli 2010 berichtete die Süddeutsche Zeitung, dass Amerell in einem Zivilprozess gegen Kempter 150.000 € Schadenersatz anstrebe. Die Klage wurde zunächst am 12. Mai 2011 in erster Instanz abgewiesen. Sie endete am 7. Dezember 2011 vor dem Oberlandesgericht Stuttgart mit einem Vergleich, in dem Kempter zwei eigene Klagen zurücknahm sowie seine Vorwürfe gegenüber Amerell spürbar relativierte und dieser seine Schadensersatzklage fallen ließ.
Kempter wurde im Jahr 2009 zu einer Geldstrafe von 23.750 Euro wegen Steuerhinterziehung in mehreren Fällen verurteilt. Im Zusammenhang mit dem Konflikt Amerell-Kempter steht nach Vermutungen des Kicker eine anonyme Anzeige, die am 24. Oktober 2011 zu Hausdurchsuchungen bei zahlreichen Schiedsrichtern und dem DFB seitens der Steuerfahndung führten.

## Privates
Michael Kempter ist der ältere Bruder von Robert Kempter (* 1988), der ebenfalls als Schiedsrichter im Profibereich aktiv war.
Hauptberuflich ist Kempter Bankkaufmann bei der Sparkasse Pfullendorf-Meßkirch und arbeitet dort als Kundenberater. Er wohnt im Sauldorfer Ortsteil Krumbach.
Michael Kempter engagierte sich als Stadtpate für Pfullendorfer helfen Afrika im Rahmen des Hilfsprojektes Wir helfen Afrika zur Fußball-Weltmeisterschaft 2010.

## Erste Spiele
- 1. Bundesliga: 26. August 2006, VfL Bochum – Energie Cottbus
- 2. Bundesliga: 24. September 2004, Rot-Weiß Erfurt – LR Ahlen
- 3. Liga: 25. Juli 2008, Rot-Weiß Erfurt – Dynamo Dresden (Eröffnungsspiel)
- Regionalliga Nord: 4. Juni 2005, Chemnitzer FC – VfB Lübeck
- Regionalliga Süd: 10. August 2001, VfB Stuttgart II – Sportfreunde Siegen
- DFB-Pokal: 20. August 2004, Jahn Regensburg II – SpVgg Unterhaching